# Наташа Каталина
Наташа Каталина (Београд, 1977) српска је ликовна уметница, која живи и ради у Бечу.

## Биографија
Наташа Каталина је рођена у Београду, а уметност је заволела још у детињству. Њен отац је академик вајар Драган Раденовић, а сестра теоретичарка филма и редитељка Јелена Раденовић. У родном граду Наташа је завршила основне и магистарске студије сликарства на Факултету примењених уметности, са фокусом на зидно сликарство – мозаик. Дипломску изложбу имала је у Музеју „25. мај” 2003. године, а магистарску у холу Дечјег културног центра 2007. Њени мозаици могу се видети на стубовима испред ове установе културе, али и у фонтани из 1903. у башти Породичне куће архитекте Николе Несторовића. Успешно је студирала и филозофију на Филозофском факултету.
У Бечу живи од 2012, у који се одселила са супругом и двоје деце. Тражећи себе у новом социјалном и културном миљеу, место за свој атеље је нашла у студију „Dachsbau” крај Дунава, у оквиру организације „Das Werk”. Са колегама је 2021. основала уметничко удружење „Alser Culture Ground”, у циљу промоције стваралаштва аутора који живе у Аустрији, али који потичу из других земаља, посебно из балканских.
У раду се труди да на платно пренесе унутрашњи свет, есмоције и преживљавања својих ликова. Најчешће користи акрил на платну у комбинацији са колажом. У њеном опусу преовладавају портрети и жанровске сцене. Године 2010. Управа за родну равноправност објавила је роковник „Женских руку дела” са биографским подацима славних српских сликарки, чији је аутор Наташа Каталина.
Неретко излаже своја дела широм Европе и учествује у добротворним акцијама, а једна од њених најважнијих самосталних изложби одржана је 2019. у бечкој палати Хофбург. Тада је презентовала радове посвећене позицији жене у данашњем друштву. У београдској „Галерији 73” Наташа је 2023. приредила самосталну изложбу под називом „Адолесценција” (Adolessence), на којој је кроз серију слика приказан период транзиције детета у одраслу особу, нарочито под утицајем нових технологија и друштвених мрежа.

## Самосталне изложбе
- Изложба у приватном студију (Стокхолм, 2002)
- Изложба „Mosaic” (Дечји културни центар, Београд, 2007)
- Представљање радова у „поп-ап” продавници (Беч, 2018)
- Изложба „Bare femininity” (Хофбург, Беч, 2019)
- Изложба „Adolessence” (Галерија 73, Београд, 2023)

## Групне изложбе
- Изложба „Portrait Through Time” (НУБС, Београд, 2002)
- Студентска изложба „Art Up” (Дом омладине, Београд, 2002)
- Студентска изложба у неколико градова (Србија, 2003)
- Студентска изложба цртежа (Студентски град, Београд, 2003)
- Дипломска изложба (Музеј „25. мај”, Београд, 2003)
- Изложба „Under Pressure” (Dachsbau / Das Werk, Беч, 2014)
- Изложба у лобију Банке Аустрија (Bank Austria) (Беч, 2015)
- Изложба „Midsummer Exhibition” са Кристијаном Ф. Ј. Кенигом у његовом студију (Перхтолдздорф, 2016)
- Изложба „Sommer Frische” у вили језеру Волфганг (код Салцбурга, 2016)
- Изложба у оквиру божићне пијаце „Ochs+Esel” („Ox+Donkey”) (Беч, 2016)
- Изложбе „Partisans 1” и „Partisans 2 – The Heart of Darkness” (вила „Shapira”, Беч, 2019)
- Изложба „Climate Heroines. Good Climate in Our Town” (Ega: Frauen im Zentrum, Беч, 2019)
- Дигитална изложба „ARTBOX.PROJECT” (Цирих, 2019)
- Бијенале мозаика „La Mosaique du Nord” (Азебрук, 2021)
- Изложба „Krisenmeisterinnen. Seit immer.” (Ega: Frauen im Zentrum, Беч 2021)
- Изложба „Gesichter (Faces)” (Kunstraum 9, Беч, 2021)
- Изложба „Closer” (Kunstraum 9, Беч, 2022)
- Изложба „Parallel Worlds” (Београд, 2022)